# Bashkia e Libohovës
Bashkia e Libohovës är en kommun i Albanien.   Den ligger i prefekturen Qarku i Gjirokastrës, i den södra delen av landet, 150 kilometer söder om huvudstaden Tirana.
Trakten runt Bashkia e Libohovës består till största delen av jordbruksmark.  Runt Bashkia e Libohovës är det ganska glesbefolkat, med 47 invånare per kvadratkilometer.